# Penisola di Neringa
La penisola di Neringa, penisola dei Curoni (o dei Curi) o penisola curlandese (in lituano Kuršių nerija; in russo Куршская коса?, Kurškaja kosa; in tedesco Kurische Nehrung) è una sottile striscia di terra che si stende per 98 km e separa la laguna dei Curi dal Mar Baltico. Politicamente è divisa a metà tra la Lituania e la Russia (oblast' di Kaliningrad).

## Geografia
Dal punto di vista geografico, la penisola di Neringa è più propriamente un lido, ossia una formazione tipica dell'ambiente lagunare formatasi con il progressivo accumulo di sedimenti sabbiosi e che di fatto isola la laguna interna dal mare aperto.
La punta settentrionale della stessa è separata dalla città di Klaipėda e dalla Lituania continentale da un canale largo 300 metri grazie al quale la laguna interna comunica direttamente col Baltico. Il punto più largo misura 3,8 km e si trova presso Nida nella parte lituana, mentre il punto più sottile è rappresentato da un istmo alla base della penisola, presso il paese russo di Lesnoje, che misura 380 m di larghezza.
La penisola è costituita esclusivamente da sabbia ed è caratterizzato da enormi dune mobili alte fino a 60 metri, che nei secoli passati hanno letteralmente inghiottito interi paesi. La grande duna di Nida in Lituania è una delle maggiori d'Europa e viene anche chiamata il "Sahara della Prussia Orientale".
Per la sua rara bellezza paesaggistica, l'UNESCO ha iscritto la penisola nel 2000 tra i patrimoni dell'umanità. Vista la bassa densità di popolazione non veniva riscontrava alcuna attività potenzialmente dannosa per l'ambiente naturale del Parco Nazionale. L'ecosistema è oggi minacciato, nella parte russa, dai cambiamenti climatici, da un recente incremento dei visitatori del parco e dalla mancata manutenzione delle dune artificiali, costruite per proteggere le aree  interne dall'erosione marina e dalle raffiche di vento. La penisola di Neringa è popolata da alci, caprioli, volpi e cinghiali, nonché 900 varietà di piante; è anche un importante luogo di sosta per oltre un milione di uccelli migratori.
Entrambe la parte lituana e quella russa della penisola sono parco nazionale; il Parco Nazionale di Kuršių Nerija (Lituania) e il Parco Nazionale di Kurshskaya Kosa (Russia).
Le località della Penisola di Neringa (da nord a sud) sono:
- Smiltynė
- Alksnynė
- Juodkrantė
- Pervalka
- Preila
- Nida
- Morskoe
- Rybačij
- Lesnoe

Le prime sei sono nella parte lituana e appartengono al comune di Klaipėda e al comune di Neringa. Le ultime tre invece sono nella parte russa e appartengono al Zelenogradskij rajon dell'oblast' di Kaliningrad.

## Storia

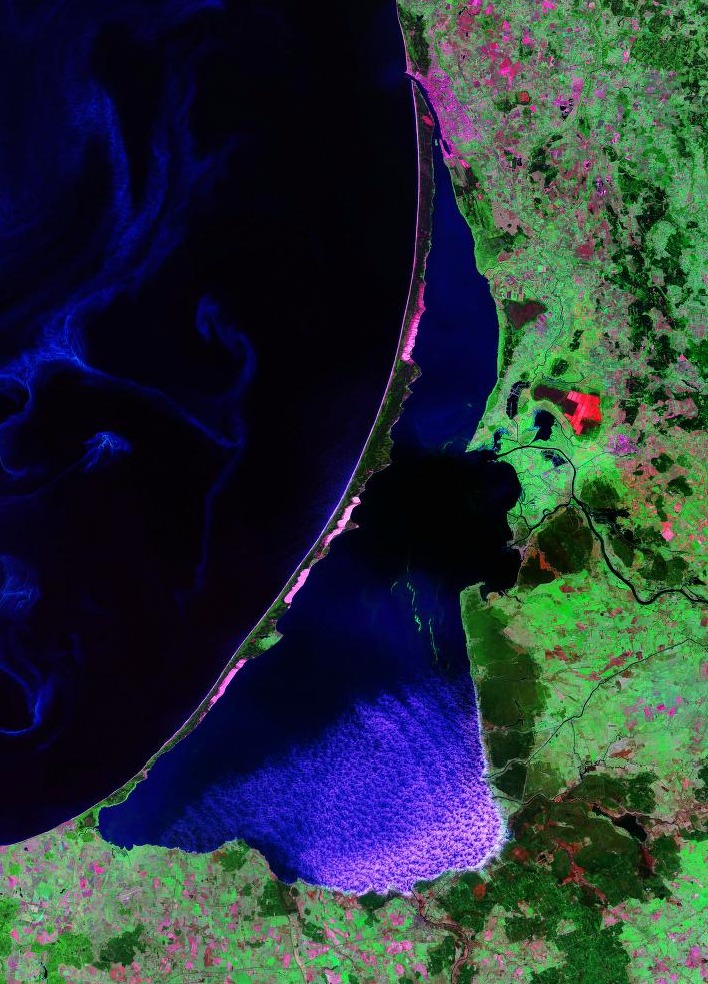
L'immagine satellitare evidenzia a destra il delta del Nemunas, che sfocia nella laguna, e la città di Klaipėda all'estremità nord della stessa

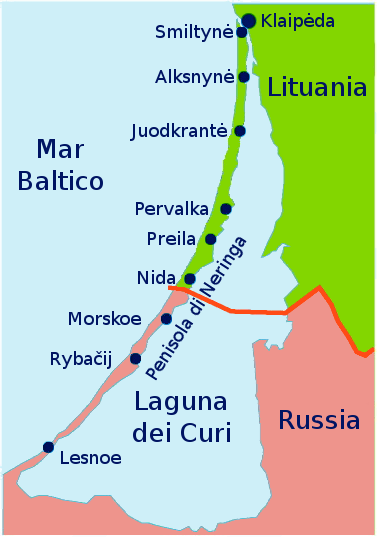
Mappa della penisola

Secondo le saghe baltiche, la penisola di Neringa fu creata da una forte ragazza di nome Neringa (da cui deriva anche il nome tedesco Nehrung che caratterizza queste formazioni tipiche della costa baltica orientale), figlia di un pescatore che costruì la striscia di terra per proteggere i pescatori dalle grandi onde provenienti dal mare e consentire loro la pesca. In realtà la formazione del lido risale a 5 000 anni fa.
Dal IX secolo al 1016 ospitò la località di Kaup, un'importante base commerciale pagana che non è ancora stata portata alla luce. I Cavalieri Teutonici occuparono l'area nel XII secolo, edificando propri castelli a Memel (Klaipėda), Neuhausen e Rossitten (Rybačij). Nel XVI secolo, a causa dell'erosione e del massiccio disboscamento, le dune cominciarono a crescere seppellendo sotto la sabbia numerosi villaggi. Il governo prussiano finanziò allora a partire dal 1825 un rimboschimento su larga scala per arrestare l'avanzata delle dune. Grazie a questi interventi la penisola è oggi ricoperta al 70% da boschi.
Fino al 1918 la penisola di Neringa faceva politicamente parte dell'Impero tedesco (Prussia Orientale). In seguito al trattato di Versailles il confine tedesco venne arretrato al fiume Memel/Nemunas, lasciando la città di Memel e il cosiddetto Memelland al di fuori del Reich. I confini anteriori al 1918 vennero ripristinati brevemente durante la seconda guerra mondiale, dopodiché la regione fu nuovamente spartita, questa volta tra Russia e Lituania.

## Popolazione
Secoli fa la penisola era abitata principalmente da Curi (o Curoni, da cui deriva uno dei nomi con cui è conosciuta nella letteratura geografica italiana), con significative minoranze tedesche al sud e lituane al nord. La popolazione cura, proveniente dalla Curlandia (nell'attuale Lettonia), è ormai scomparsa per assimilazione, mentre quella tedesca è stata espulsa alla fine della seconda guerra mondiale.
La città più importante della penisola è Nida, una popolare destinazione turistica frequentata soprattutto da turisti lituani e tedeschi.